# Автомобильные дороги Доминиканской Республики
Автомоби́льные доро́ги Доминиканской Республики — сеть дорог на территории Доминиканской Республики, объединяющая между собой населённые пункты и отдельные объекты, предназначенная для движения транспортных средств, перевозки пассажиров и грузов.

## История
Первые грунтовые дороги между поселениями появились ещё в колониальные времена. Современная конфигурация дорожной сети начала складываться после провозглашения в 1844 году независимости Доминиканской Республики (со столицей в городе Санто-Доминго) и окончания войны за независимость 1844-1856 гг.
В связи с увеличением количества автотранспорта в стране после окончания второй мировой войны началось развитие дорожной сети. В 1952 году общая протяжённость дорог страны составляла 3300 км (из них 1 тыс. км имело асфальтированное покрытие). 
В 1968-1970 гг. общая протяжённость дорог страны составляла 8846 км (из них 4,7 тыс. км имели асфальтированное покрытие).
В 1985-1986 гг. общая протяжённость дорог страны составляла около 12 тыс. км (из них почти половина - с асфальтовым покрытием).
В 1999 году общая протяжённость дорог страны составляла 12,6 км (из них 6,2 тыс. км имели твёрдое покрытие). В целом, на рубеже XX - XXI вв. автотранспорт выполнял ведущую роль в грузовых и пассажирских перевозках.

## Современное состояние
Большинство крупных городов страны связывает резветвлённая система автомагистралей — карретерас[уточнить].
Основных магистралей тринадцать и четыре из них соединяют прибрежные районы.
Пять национальных основных автомобильных магистралей DR-1, DR-2, DR-3, DR-4, DR-5 соединяющие крупные города страны и туристические центры находятся в хорошем состоянии.

### Основные национальные автомагистрали
1. DR-1 (270 км) — главная автомобильная артерия связывающая северное побережье от города Сан-Фернандо-де-Монте-Кристи и Сантьяго с расположенной на юго-востоке столицей Санто-Доминго. Эта дорога протянулась с севера на юг страны.
2. DR-2 (246 км)— ведёт от Санто-Доминго через Сьера-де-Нейба к границе с Гаити.
3. DR-3 (170 км) — Санто-Доминго — Пунта-Кана — платная
4. DR-4 (200 км) — Санто-Доминго — Boca De Yuma — это кольцевая дорога на восточной окрестности острова соединяющая Ла-Роману и Сан-Педро-де-Макорис с небольшими сельскими поселениями в горах Кордильера-Ориенталь.
5. DR-5 (315 км) — главная магистраль северного побережья страны, связывающая Havarrete, и проходящая через Пуэрто-Плата, Сосуа, Кабарете, с полуостровом Самана до Las Galeras.

### Второстепенные дороги
1. DR-6 (22 км) — Санто-Доминго — San Cristóbal
2. DR-7 (125 км) — Санто-Доминго — Эль-Катей — платная
3. DR-8
4. DR-9
5. DR-10 (20 км) — Villa Mella — Mata Mamon
6. DR-11 (70 км) — Санто-Доминго — Sabana Grande de Payabo
7. DR-12 (50 км) — Bonao — Constanza
8. DR-13 (89 км) — Санто-Доминго — Maimon
9. DR-14 (7 км) — San Victor — Moca
10. DR-16 (87 км) — Arroyo Agua — Santiago de los Caballeros
11. DR-17 (59 км) — Pimentel — Piedra Blanca
12. DR-18 (135 км) — Partido — Santiago de los Caballeros
13. DR-19 — Algarrobo — San Francisco De Macoris
14. DR-20 (75 км) — Mao — Palo Verde
15. DR-21 (68 км) — La Vega — Sabaneta de Yasica
16. DR-23 (160 км) — El Pino — San Antonio de Guerra
17. DR-25 (50 км) — Santiago de los Caballeros — Montellano
18. DR-28 — Zona Franca La Vega — Jarabacoa
19. DR-29 (75 км) — Moca — El Estrecho
20. DR-30 (74 км) — Villa Elisa — Imbert
21. DR-31 (31 км) — Sabaneta — Guayubín
22. DR-38 (26 км) — Piraco — Cevicos
23. DR-41 (120 км) — Agua — Constanza
24. DR-44 (185 км) — Sabana Yegua — Pedernales — граница Гаити
25. DR-45 (240 км) — Matayaya — San Fernando de Monte Cristi
26. DR-46 (90 км) — Barahona — Jimani
27. DR-47 (89 км) — Los Palmitos — Elias Pina
28. DR-48 (30 км) — Los Palmitos — Jimani — граница Гаити
29. DR-50 (70 км) — San Juan de la Maguana — Juan Santiago
30. DR-66 (25 км) — Bayaguana — San Geronimo
31. DR-78 (70 км) — Playa Guayacanes — Hato Mayor del Rey
32. DR-101 (37 км) — La Romana — El Seibo
33. DR-102 (38 км) — San Pedro de Macorís — Guaymate
34. DR-103 (44 км) — Sabana de la Mar — Hato Mayor del Rey
35. DR-104 (125 км) — Sabana de la Mar — Higüey
36. DR-105 — Higuey — El Macao
37. DR-106 (43 км) — Otra Banda — Punta Cana
38. DR-107 (38 км) — Miches — El Seibo
39. DR-132 (109 км) — Moca — Nagua
40. DR-133 (28 км) — Эль-Катей — Лас-Терренас «Boulevard del Atlantico» — платная (открыта с 25.10.2011)
41. DR-201 (52 км) — Piedra Blanca — Sabana Larga
42. DR-231 (4 км) — Castañuela — Villa Vasquez
43. DR-233 (40 км) — Tenares — Gaspar Hernandez
44. DR-510 (28 км) — Bani — Las Calderas
45. DR-517 (24 км) — Azua — Peralta
46. DR-519 (20 км) — Sabana Yegua — Puerto Viejo
47. DR-523 — Padre Las Casas — Las Yayas De Viajama
48. DR-533 — Cabral — Polo
49. DR-535 (14 км) — La Colonia — Neyba
50. DR-541 (18 км) — Duvergé — El Naranjo
51. DR-808 — Cacique — Cabanas Cara Linda (Monte Plata)